# Zuid-Sulawesi

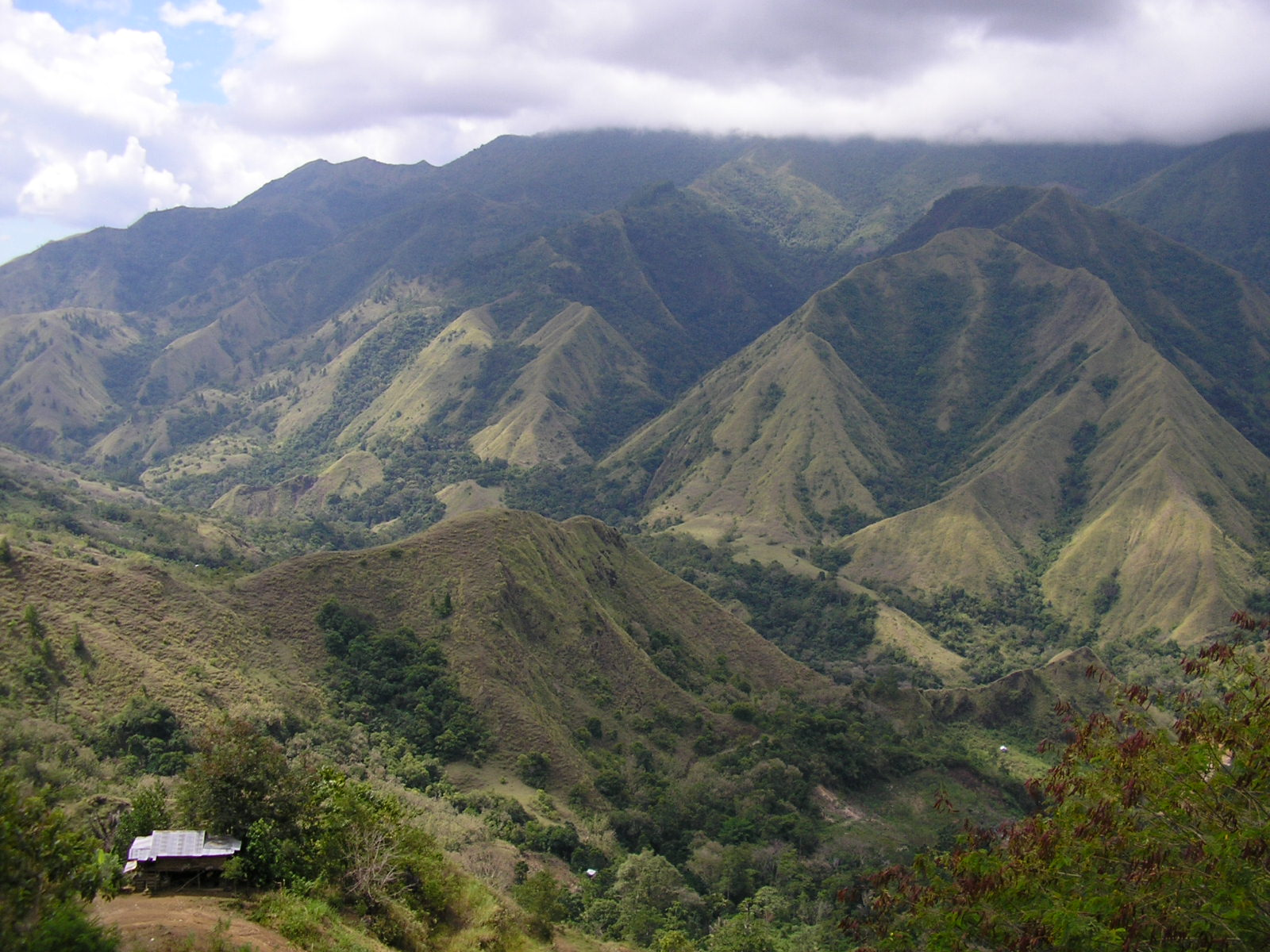
De bergen in Zuid-Sulawesi

Zuid-Sulawesi (Indonesisch: Sulawesi Selatan), vroeger ook wel Zuid-Celebes genoemd, is een provincie van Indonesië op het eiland Sulawesi. Zuid-Sulawesi heeft een oppervlakte van 45.764 km² en 8.395.806 inwoners (2015). De hoofdstad van de provincie is Makassar. Tussen 1971 en 1999 heette deze provinciehoofdstad Ujung Pandang. Makassar is een van de grotere steden van Indonesië. De haven van deze stad is al eeuwenlang een belangrijke schakel tussen Jakarta (Java) en de oostelijk gelegen eilanden van de Molukken.
In het midden van de 16e eeuw vestigden de Portugezen een handelspost in Makassar voor de handel in specerijen uit de Molukken. In de 17e eeuw later werd deze rol door de VOC overgenomen. Lang bleef de Nederlandse invloed beperkt tot de kuststreken in . Tanah Toraja was een van de laatste gebieden die onder het Nederlands koloniaal bestuur kwam in 1905.
In 1946/1947 heeft het Korps Speciale Troepen van Raymond Westerling in Zuid-Sulawesi hard opgetreden, waarbij vele duizenden doden zijn gevallen. Deze gebeurtenissen zijn bekend geworden als de Zuid-Sulawesi-affaire of affaire-Westerling.

## Bevolking
De bevolking van de provincie bestaat voornamelijk uit Boeginezen (Bugis), Makassaren en Toraja. De ruim 3.600.000 Boeginezen wonen voornamelijk op het zuidelijke schiereiland van Sulawesi. Door eeuwenlange contacten met naburige eilanden, zijn er nog eens zo'n 2.700.000 Boeginezen in de kuststreken van Kalimantan, Sumatra en Maleisië. De twee miljoen Makassaren wonen voornamelijk in en rond de stad Makassar. De Toraja is de kleinste van de drie belangrijkste bevolkingsgroepen van Zuid-Sulawesi met ongeveer 650.000 zielen. Zij wonen in het bergachtige noorden van de provincie.

## Bezienswaardigheden
- Pelabuhan Paotere, haven in Makassar.
- Fort Rotterdam, in 1634 door de Nederlanders gebouwd fort in Makassar.
- Grafmonument van prins Diponegoro, streed tegen het Nederlands koloniaal bewind in de Java-oorlog (1825-1830)
- Tana Toraja (Toradjaland), dodenrituelen, rotsbegraafplaatsen met tau-tau poppen; in de tau-tau pop zou de ziel van de overledene voortleven.

## Bestuurlijke indeling
Zuid-Sulawesi is onverdeeld in 21 regentschappen (kabupaten) en 3 stadsgemeenten (kota):
| Regentschap                  | Hoofdstad     |           |
| ---------------------------- | ------------- | --------- |
| Bantaeng                     | Bantaeng      |           |
| Barru                        | Barru         |           |
| Bone                         | Watampone     |           |
| Bulukumba                    | Bulukumba     |           |
| Oost-Luwu (Luwu Timur)       | Malili        |           |
| Enrekang                     | Enrekang      |           |
| Gowa                         | Sungguminasa  |           |
| Jeneponto                    | Jeneponto     |           |
| Luwu                         | Palopo        |           |
| Noord-Luwu (Luwu Utara)      | Masamba       |           |
| Maros                        | Maros         |           |
| Pangkadene Eilanden          | Pangkajene    |           |
| Pinrang                      | Pinrang       |           |
| Saleier-eilanden             | Benteng       |           |
| Sinjai                       | Sinjai        |           |
| Sidenreng Rappang            | Sidenreng     |           |
| Soppeng                      | Watan Soppeng |           |
| Takalar                      | Takalar       |           |
| Toradjaland (Tana Toraja)    | Makale        |           |
| Noord-Toradja (Toraja Utara) | Rantepao      |           |
| Wajo                         | Sengkang      |           |
| Stadsgemeente                | Hoofdstad     | Hoofdstad |
| Makassar                     | Makassar      |           |
| Palopo                       | Palopo        |           |
| Pare-Pare                    | Pare-Pare     |           |